# Glenea
Genre
Synonymes
- Glenea antica Thomson, 1860
- Saperda festiva Boisduval, 1835
- Saperda lefebvrei Guérin-Méneville, 1831

Glenea est un genre de coléoptère de la famille des Cerambycidae présent surtout dans les Sud-Est Asiatique.

## Liste d'espèces
| - Glenea acutoides - Glenea afghana - Glenea annulicornis - Glenea apicespinosa - Glenea astathiformis - Glenea atricilla - Glenea bastiana - Glenea beesoni - Glenea bidiscovittata - Glenea bimaculalithorax - Glenea cancellata - Glenea cantor - Glenea capriciosa - Glenea centroguttata - Glenea chalybeata - Glenea chlorospila - Glenea chrysomaculata - Glenea chujoi - Glenea citrina - Glenea coomani - Glenea crucicollis - Glenea crucifera - Glenea delolorata - Glenea diana - Glenea didymoides - Glenea discofasciata - Glenea diverselineata - Glenea diversenotata - Glenea fainanensis - Glenea flava - Glenea flavorubra - Glenea flavosignata - Glenea formosana - Glenea formosensis - Glenea fortii - Glenea gardneriana - Glenea glabronotata - Glenea glechomoides - Glenea hachijonis | - Glenea hauseri - Glenea heikichii - Glenea hieroglyphica - Glenea horiensis - Glenea hwasiana - Glenea ihai - Glenea indiana - Glenea inlineata - Glenea iriei - Glenea iwasakii - Glenea izuinsulana - Glenea jeanvoinei - Glenea kusamai - Glenea lacteomaculata - Glenea langana - Glenea laosica - Glenea lecta - Glenea lefebvrei - Glenea leucomaculata - Glenea licenti - Glenea lineata - Glenea luteicollis - Glenea luteosignata - Glenea magdelainei - Glenea masakii - Glenea mitonoana - Glenea miwai - Glenea mouhoti - Glenea mussardi - Glenea nanshanchiana - Glenea nigerrima - Glenea nigra - Glenea nigromarginella - Glenea obliqua - Glenea ochreomaculata - Glenea octoguttata - Glenea okinawensis - Glenea omeiensis - Glenea ornata | - Glenea pallidipes - Glenea papiliomaculata - Glenea pici - Glenea pieliana - Glenea plagiata - Glenea posticata - Glenea pseudoluctuosa - Glenea pseudoscalaris - Glenea pulchra - Glenea quaduordecimmaculata - Glenea regularis - Glenea relicta - Glenea rubricollis - Glenea rufipes - Glenea ryukyuensis - Glenea sanctaemariae - Glenea saperdiformis - Glenea sauteri - Glenea schmidi - Glenea semiluctuosa - Glenea siamensis - Glenea sikkimensis - Glenea silhetica - Glenea spilota - Glenea subabbreviata - Glenea subregularis - Glenea subsimilis - Glenea subviridescens - Glenea suensoni - Glenea sulphurea - Glenea sulphuroides - Glenea suturata - Glenea tatsienlui - Glenea t-notata - Glenea tonkinea - Glenea vaga - Glenea versuta - Glenea virens - Glenea zalinensis |

Selon NCBI (16 févr. 2011) :
- Glenea acutoides
- Glenea centroguttata
- Glenea relicta